# Benedito Mergulhão
Benedito Mansos Mergulhão, ou apenas Benedito Mergulhão, (Rio de Janeiro, 21 de maio de 1901 – Rio de Janeiro, 25 de setembro de 1966) foi um jornalista e político brasileiro, outrora deputado federal pelo Rio de Janeiro.

## Dados biográficos
Filho de Eduardo Augusto Mergulhão e Adelina Costa Mergulhão. Bacharel em Ciências e Letras em 1929, foi jornalista e tipógrafo. Integrante do grupo de fundadores do jornal A Vanguarda e redator de A Noite, foi diretor nas rádios Cruzeiro do Sul e Mayrink Veiga. Eleito vereador pela cidade do Rio de Janeiro (então Distrito Federal) via PR em 1947, renunciou no ano seguinte para assumir a Divisão de Rádio da Agência Nacional. Seu retorno à política aconteceu em 1950 quando elegeu-se primeiro suplente de deputado federal pelo PTB, exercendo o mandato durante toda a legislatura, primeiro com a nomeação de parlamentares para o ministério de Getúlio Vargas e depois com a renúncia de um titular.
No curso de seu mandato parlamentar foi nomeado funcionário do Instituto Brasileiro do Café, chegando, posteriormente, a dirigi-lo. Candidato a reeleição via PSD em 1954, não foi bem-sucedido. Deixou a vida pública ao final do mandato.